# Aviación Naval Soviética

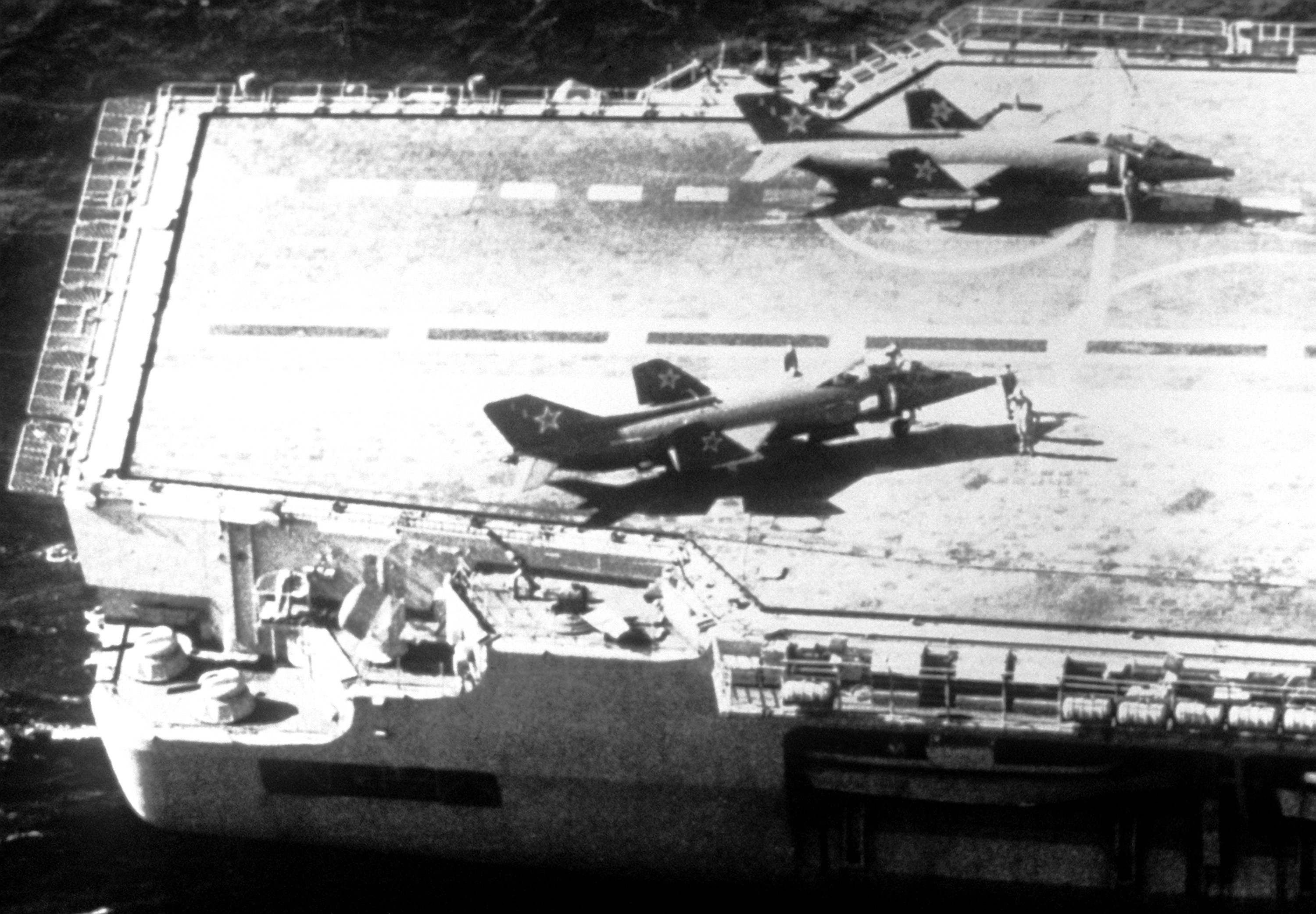
Avión soviético Yak-38 "Forger" VSTOL sobre un portaaviones de la clase KIEV.

La Aviación Naval Soviética (en ruso: Авиация военно-морского флота, Aviatsiya Voenno-Morskogo Flota, literalmente "aviación de la flota marina militar") fue parte de la Armada Soviética.

## Antecedentes
Las primeras unidades aerotransportadas navales en Rusia fueron formadas entre 1912 y 1914 como una parte de la Flota Báltica y la Flota del Mar Negro. Durante la Primera Guerra Mundial, las unidades de hidroaviones fueron usadas en el Mar Negro para realizar el reconocimiento aéreo, bombardeando y disparando a las costas e instalaciones portuarias, a barcos enemigos, y destruyendo submarinos y aviones enemigos en los campos de aviación.

## Primeras unidades aeronavales soviéticas
Las unidades aerotransportadas navales regulares de la URSS fueron creadas en 1918. Participaron en la Guerra Civil Rusa, cooperando con la Marina y el Ejército durante los combates en Petrogrado, en el Mar Báltico, el Mar Negro, el Volga, el Río Kama, Dvina del norte y en el Lago Onega. La recién creada Fuerza Aérea Naval Soviética consistió en solo 76 hidroaviones obsoletos. Escasa y técnicamente imperfecta, fue sobre todo usada para reabastecer a los barcos y el ejército.

## Década de 1920 y 1930
En la segunda mitad de la década de 1920, la fuerza de ataque de la Aviación Naval comenzó a crecer. Esta recibió nuevos hidroaviones de reconocimiento, bombarderos y cazas. A mediados de la década de 1930, los soviéticos crearon la Fuerza Aérea Naval en la Flota Báltica, la Flota del Mar Negro y la Flota Soviética del Pacífico. La importancia de la aviación naval había crecido considerablemente entre 1938 y 1940, convirtiéndose en uno de los componentes principales de la Marina soviética. Para estas fechas, los soviéticos habían creado formaciones y unidades de bombarderos y torpederos.

## Segunda Guerra Mundial
A principios de la Gran Guerra Patriótica, todas las flotas (excepto la Flota del Pacífico) las componían 1445 aviones en total.
El Morskaya Aviatsiya (Servicio Aeronaval soviético) era el servicio aéreo de la Marina soviética durante la Segunda Guerra Mundial. Tales unidades proporcionaron el apoyo aéreo al Voyenno-Morskoy Flot SSSR (Marina soviética) en los teatros de operaciones en el Barents, mares Báltico y Negro y también al Destacamento Naval soviético en el Mar de Ojotsk.
El Servicio Aeronaval Ruso controlaba los aviones con base en tierra, en las costas y en buques (portaaeronaves y buques de catapulta), hidroaviones y aviones, así como barcos voladores. Las unidades aéreas también llevaron a cabo operaciones de tierra en apoyo del Ejército Rojo durante aterrizajes y desembarcos y sirvieron en operaciones especiales de guerra. El Servicio Aeronaval proporcionó cobertura aérea a los convoyes aliados que traían equipo y materiales a las fuerzas soviéticas por el Mar del Norte al Mar de Barents así como por el Océano Pacífico en dirección al Mar de Ojotsk.
En particular, la Aviación Naval soviética fue desplegada para la defensa de Odesa (junio-octubre de 1941), en las operaciones en Crimea y el Mar Negro, y realizó certeros ataques aéreos en las últimas etapas del conflicto en los frentes europeo y del Pacífico.
Durante la guerra, la Aviación Naval asestó un golpe inmenso al enemigo en términos de barcos hundidos y tripulaciones -dos veces y media más que cualquier otra unidad de las Fuerzas Navales soviéticas-. Diecisiete unidades de aviación navales fueron honradas con el título de "Guardias Soviéticos", mientras que se concedió a 241 hombres el título de Héroe de la Unión Soviética (incluso cinco pilotos lo recibieron hasta dos veces).

### Divisiones de Aviación Naval durante de la Segunda Guerra Mundial
- División de Caza de la Guardia de la Aviación Naval N.º 1
- División de Torpedo de la Aviación Naval N.º 2 "N.A. Ostryakova" Orden de la Bandera Roja
- División de Bombardero de la Aviación Naval N.º3
- División de Bombardero de la Aviación Naval N.º4
- División de Torpedo de la Aviación Naval N.º 5
- División de Bombardero de la Aviación Naval N.º6
- División de Bombardero de la Aviación Naval N.º7
- División de Torpedo "Gatchinskaya" de la Aviación Naval N.º 8
- División de Asalto "Ropshinskaya" de la Aviación Naval N.º 9 Órdenes de la Bandera Roja y del Ushakov
- División de Bombarderos en Picado "Seysinskaya" de la Aviación Naval N.º 10 Orden de la Bandera Roja
- División de Asalto "Novorossiysk" de la Aviación Naval N.º11 Dos Órdenes de la Bandera Roja
- División de Asalto de la Aviation Naval N.º12

## Posguerra
Como la Marina soviética nunca construyó una flota de portaaviones grande durante la Guerra Fría, mientras que la Marina estadounidense si la poseía, la Marina soviética de destacó en el despliegue de gran cantidad de bombarderos estratégicos en una función naval para el uso por la Aviación Naval. Los aviones como Túpolev Tu-16 Badger y Tupolev Tu-22M Backfire fueron desplegados con misiles de alta velocidad destructores de barcos. El papel primario de estos aviones era el de interceptar convoyes de suministro de la OTAN, actuando como la parte de la Operación "REFORGER", en su camino a Europa desde Norteamérica.

## Inventario
En 1987, el orden de batalla de la Aviación Naval era el siguiente:
- 340 bombarderos de medio y largo alcance (principalmente usados en destruir barcos):
  - 120 Tupolev Tu-22M Backfire
  - 190 Túpolev Tu-16 Badger A
  - 30 Tupolev Tu-22 Blinder B
- 145 cazabombarderos:
  - 75 Sukhoi Su-17 Fitter, en tierra
  - 70 Yakovlev Yak-38 Forger, en portaaviones
- 70 abastecedores aéreos de combustible
  - 70 Túpolev Tu-16 Badger A
- 200 aviones de reconocimiento y de medidas preventivas electrónicas
  - Túpolev Tu-16 Badger H
  - Tupolev Tu-95 Bear D
  - Tupolev Tu-22 Blinder C
  - Antonov An-12 Cub
- 480 aviones patrulleros/antisubmarinos
  - 60 Tupolev Tu-142 'Bear F
  - 100 Mil Mi-14 'Haze A
  - 60 Ka-27 Helix
  - 115 Ka-25 Hormone A
  - 95 Be-12 Mail
  - 50 Il-38 May
- 465 transportes y entrenadores

- Datos: Q1424026
- Multimedia: Naval aviation of the Soviet Union / Q1424026